# Pantar
Pantar (Bayan ng Pantar) är en kommun i Filippinerna. Kommunen ligger på ön Mindanao, och tillhör provinsen Lanao del Norte. Folkmängden uppgår till 12 826 invånare.

## Barangayer
Pantar är indelat i 23 barangayer.
| - Bangcal - Bubong Madaya - Bowi - Cabasaran - Cadayonan - Campong - Daluma - Nassif - Dibarosan - Kalanganan East - Kalanganan Lower - Kalilangan - Pantao-Marug | - Pantao-Ranao - Pantar East - Poblacion - Pitubo - Poona-Punod - Punod - Sundiga-Punod - Tawanan - West Pantar - Lumba-Punod |